# Vittorio Nobile
Vittorio Nobile (San Daniele del Friuli, 2 novembre 1995) è un cestista italiano.
Guardia tiratrice della Real Sebastiani Rieti, ha disputato al massimo la Serie A2. Convocato con la Nazionale italiana 3×3 nel 2018, ha vinto l'argento ai Giochi del Mediterraneo di Tarragona.

## Palmarès
- Giochi del Mediterraneo: 1 argento
Tarragona 2018